# Château fort de Tannenfels
Le château fort de Tannenfels est la ruine d'un château-tour perché (motte) à 460 m NN au-dessus de la commune de Dannenfels sous le Donnersberg dans le district de Donnersberg en Rhénanie-Palatinat.

## Histoire
La propriété appartenait aux seigneurs de Bolanden sous le seigneurie de Kirchheim. À la fin du XIIIe siècle, la majeure partie du territoire revient au comté de Sponheim. Ils fondèrent une lignée familiale résidant ici sous le nom de Sponheim-Bolanden-Dannenfels.
Le château a été mentionné pour la première fois dans un document en 1330, lorsque le comte Philipp von Sponheim-Bolanden-Dannenfels et son épouse Lisa von Katzenelnbogen ont fait don d'une chapelle dans le château. Burgmann Bechtholf von Beckingen était employé au château en 1364. Henri II de Sponheim-Bolanden déplaça vers 1368 son siège à Kirchheimbolanden. Après sa mort (1393), le château passa aux comtes de Nassau-Sarrebruck par l'intermédiaire de sa petite-fille, puis, en 1431, une partie passa aux comtes Palatin .
Pendant la guerre des paysans de 1525, le château fut entièrement détruit par des paysans rebelles puis démoli. La ruine resta en possession de la Maison de Nassau-Sarrebruck jusqu'en 1797.
De l'ancien château, sur un système de remparts et de collines créé artificiellement, il ne reste que de petits vestiges d'une tour, d'un mur de soutènement et d'un grand puits .

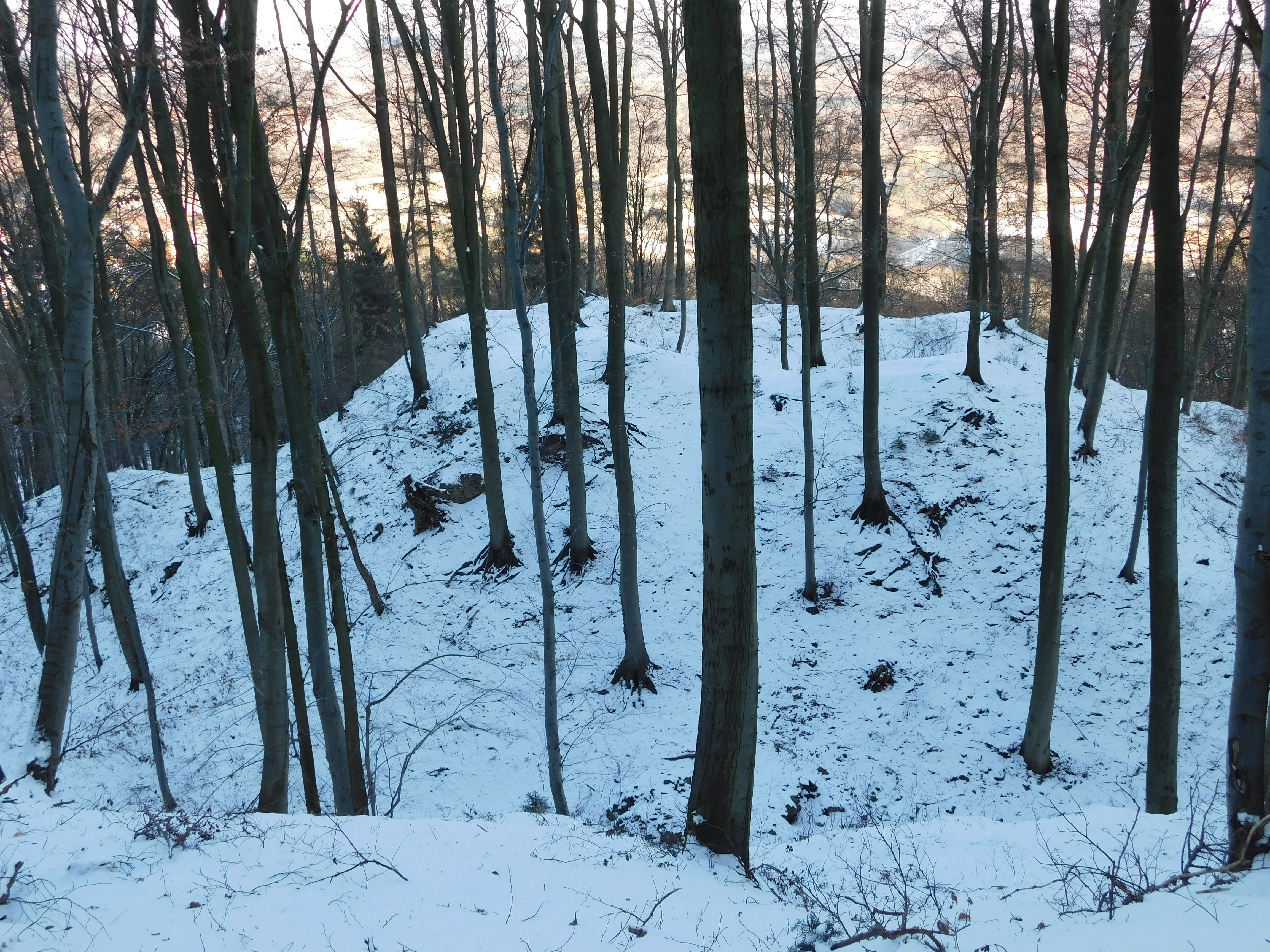
Colline du château« Ist hiebevor eine Kirche daselbst gewesen, hat oben am Schloss gestanden, aber vor vielen Jahren ruiniert »
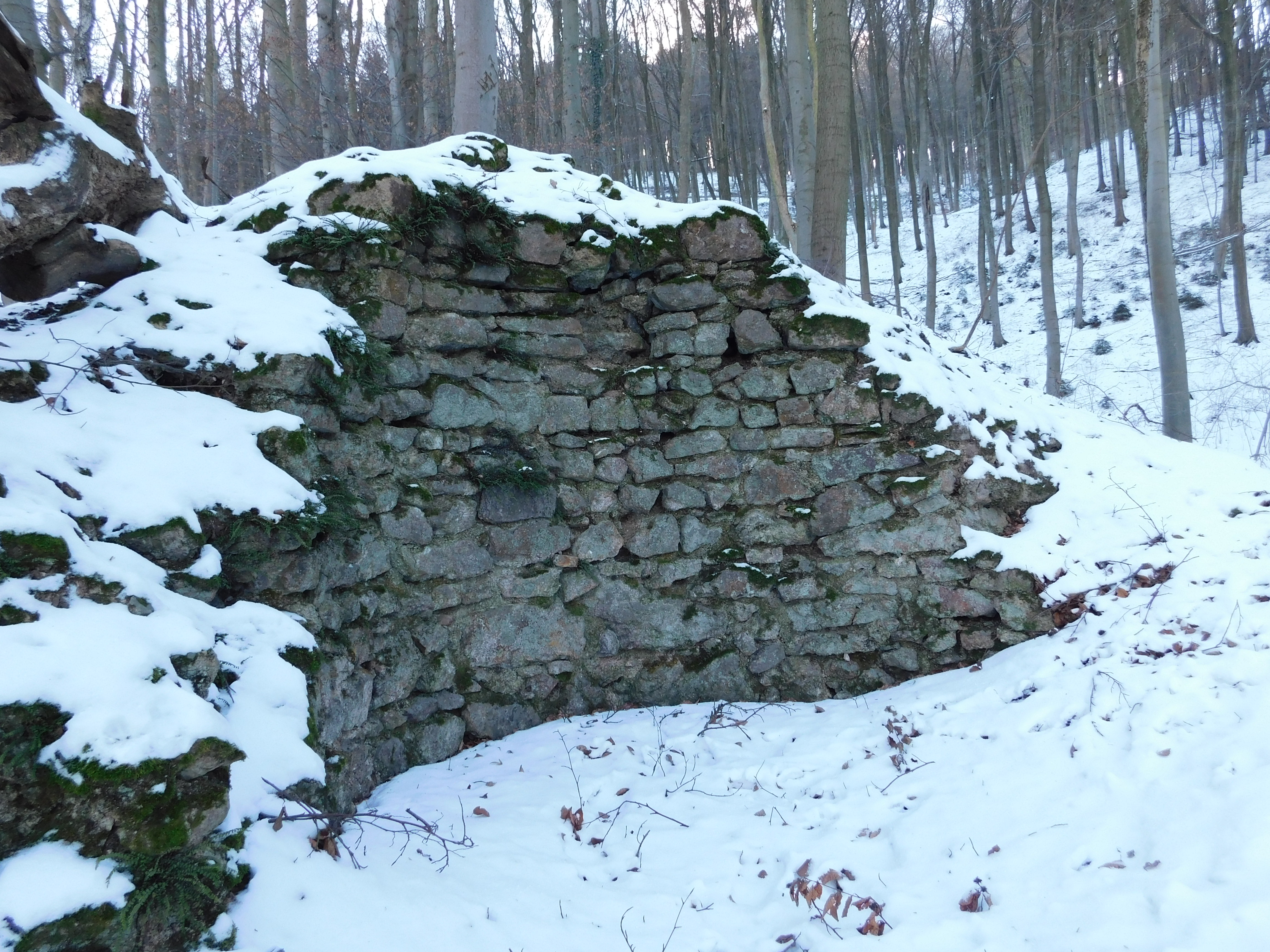
Restes des remparts

## Chapelle du château
L'archevêque Gerlach von Mayence confirma le 20 décembre 1354 un bénéfice offert par Philipp von Sponheim-Bolanden pour la chapelle du château susmentionnée dédiée à Sainte-Marie. Avec un certificat daté du 4 avril Le 1er janvier 1449, le vicaire général de Mayence , Siegfried Piscator, transféra la pastorale de cette chapelle au monastère St. Jacques voisin. Apparemment, il servait également de lieu de culte pour le village Dannenfels. Une description du domaine de Kirchheim de 1657 indique qu'un pasteur protestant habite à Dannenfels, mais qu'il doit prêcher au presbytère car il n'y a pas d'église dans la ville. Il continue ainsi : « Avant, il y avait là une église située au sommet du château, mais elle a été ruinée il y a de nombreuses années »,.

## Litérature
- Marin Dolch, Stefan Ulrich: Tannenfels. Dans: Jürgen Keddigkeit, Ulrich Burkhart, Rolf Übel (Édit.): Pfälzisches Burgenlexikon. Vol. 4.2. Kaiserslautern, 2007, p. 83–88